# HSV Hamburg
A HSV Hamburg (Handballsportverein Hamburg) egy hamburgi férfi kézilabdacsapat, amely a német másodosztályban szerepel.

## Története
A klubot 1999-ben alapították HSV Lübeck néven, a VfL Bad Schwartau elsőosztályú csapat licencét átvéve. 2002-ig az előddel közös csapatként, SG VfL Bad Schwartau-Lübeck néven szerepeltek a Bundesligában. 2002-ben felbomlott ez az egyeszség, és a klub Hamburgba tette át székhelyét, ahol marketing okokból beépültek a helyi sportklubba, a Hamburger SV-be, hogy használhassák annak nevét és címerét. Jelenlegi nevén 2002 óta szerepel a bajnokságban.
A hazai mérkőzéseket a Color Line Arenában rendezik, ez a csarnok közvetlenül a HSH Nordbank Arena, a Hamburger SV stadionja mellett található. Ha ez kivételesen mégsem elérhető, vagy - főleg a kupameccseknél - kevésbé neves az ellenfél, akkor a 3 926 néző befogadására alkalmas Sporthalle Hamburgban rendezik meg a találkozót.
A 2014. szeptember 6-án megrendezett, Rhein-Neckar Löwen ellen idegenben játszott bajnoki mérkőzésüket Frankfurtban, a Commerzbank-Arenában rendezték meg 44 189 néző előtt. Ez a mérkőzés lett a valaha volt leglátogatottabb kézilabda-mérkőzés.
A 2000-es években elért hazai és nemzetközi sikerek ellenére 2014-ben a klub pénzügyi válságba került, a szezon végén pedig váratlanul lemondott Andreas Rudolph, a klub elnöke, aki magánvagyonából addig jelentősen támogatta a csapatot. A következő szezont még be tudta fejezni az együttes, de a 2015–2016-os bajnokság közben a pénzügyi helyzetük kezelhetetlenné vált, és a szezon közben visszaléptek a bajnokságtól, addigi eredményeiket törölték.

## Sikerei
- Bajnokok ligája: 1-szeres győztes: 2013
- Kupagyőztesek Európa-kupája: 1-szeres győztes: 2007
- Német bajnokság: 1-szeres győztes: 2011
  - 2. helyezett: 2007, 2009, 2010
- Német-kupa: 2-szeres győztes: 2006, 2010
  - 2. helyezett: 2004, 2008
- Német szuperkupa: 4-szeres győztes: 2004, 2006, 2009, 2010